# Café de Paris (London)

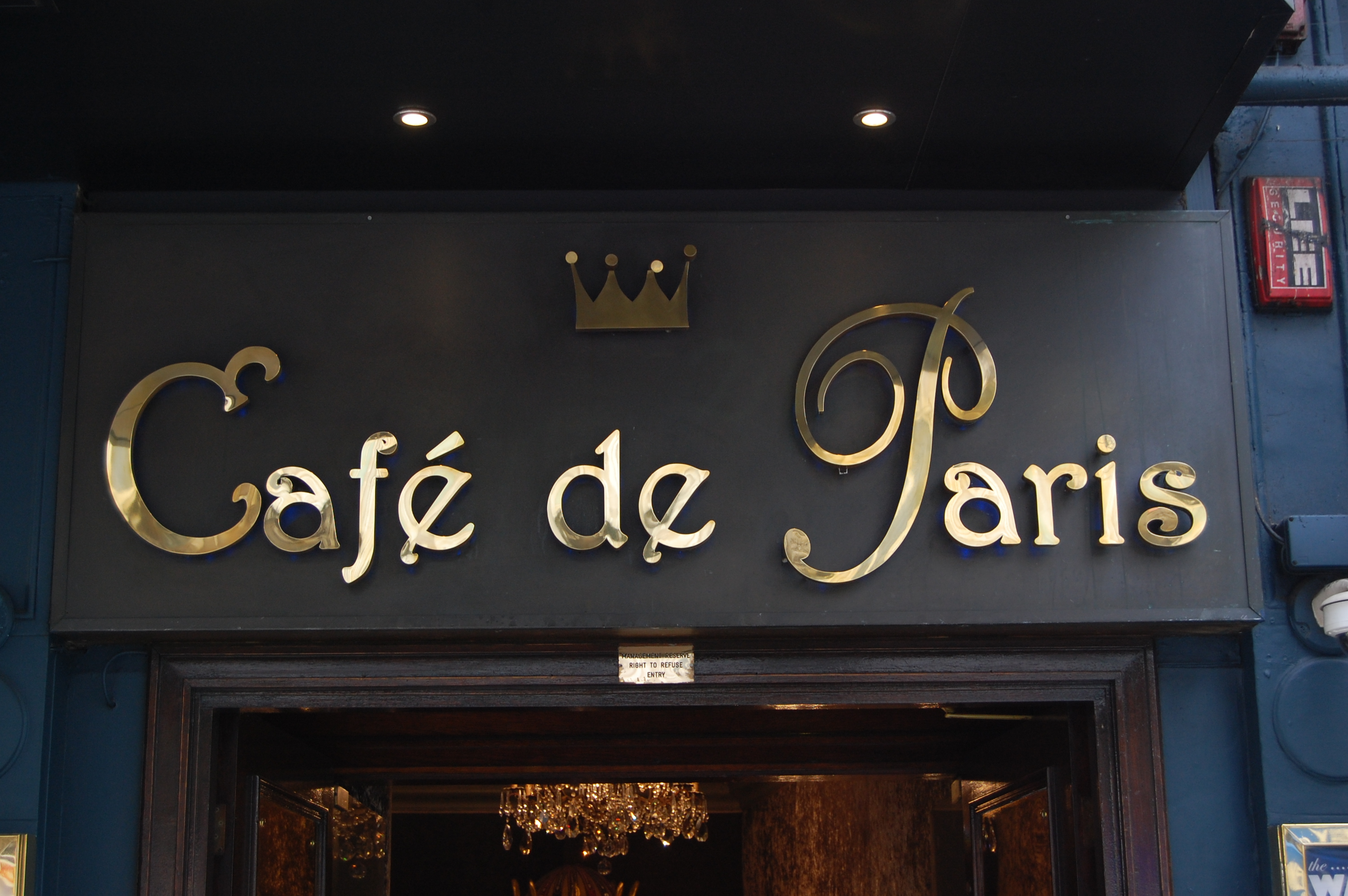
Schild über dem Eingang des Café de Paris (2013)

Das Café de Paris war ein Nachtclub im Londoner West End, der unter diesem Namen von 1924 bis 2020 existierte. Das Café de Paris zählte zu den bekanntesten Nachtclubs Londons. Bekanntheit erlangte es neben Auftritten zahlreicher Gaststars und Erwähnungen in der Popkultur durch einen Bombenangriff im Jahr 1941, bei dem mehr als 30 Menschen ums Leben kamen. Der Nachtclub blieb mit Unterbrechung zwischen 1941 und 1948 insgesamt 96 Jahre lang in Betrieb, ehe er im Dezember 2020 aufgrund der COVID-19-Pandemie schließen musste. In den Räumlichkeiten befindet sich seit 2023 das Lío London.

## Geschichte

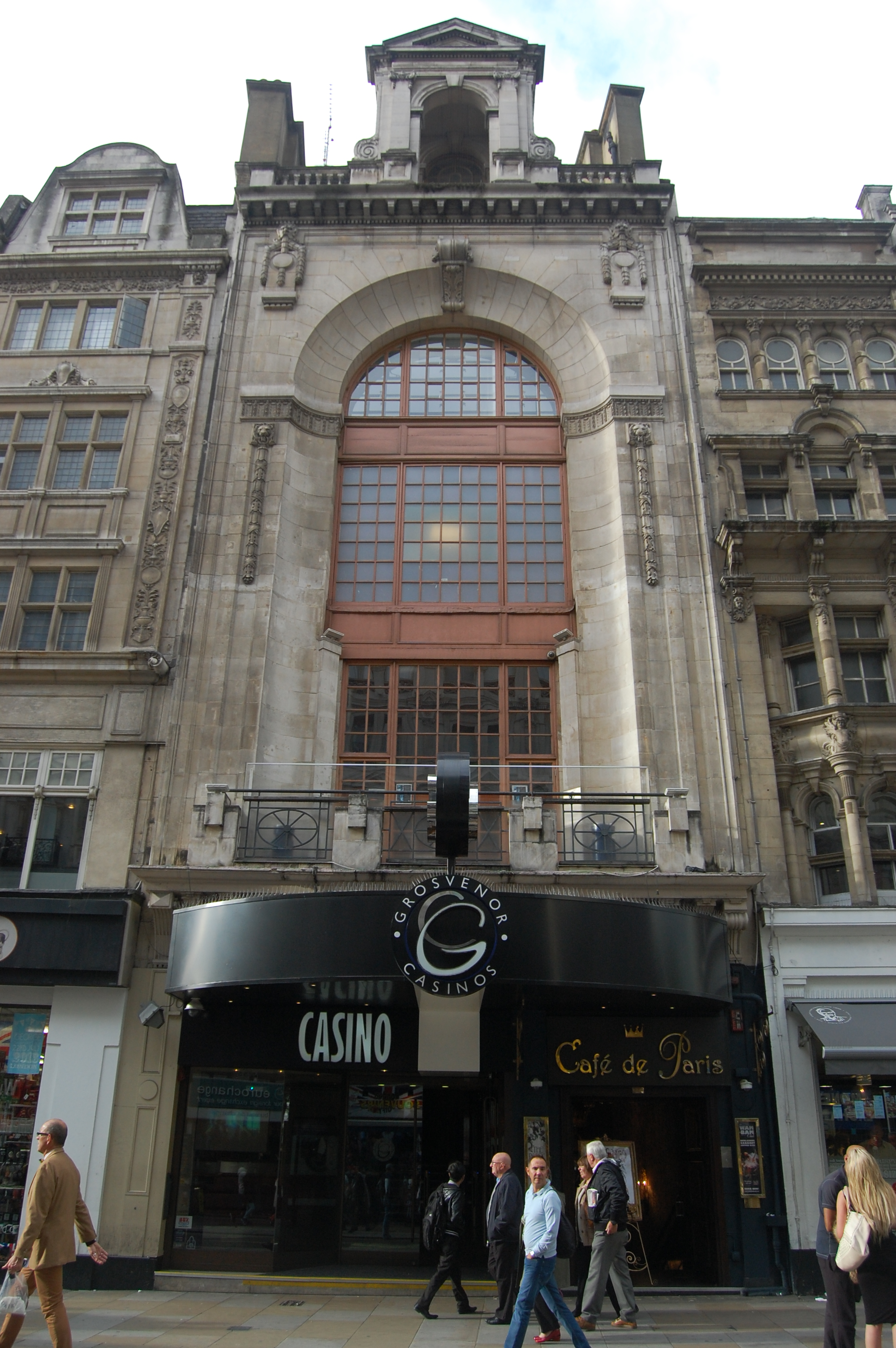
Frontalansicht des Gebäudes 3–4 Coventry Street, der Eingang zum Café de Paris auf der rechten Seite (2013)

Das in der 3–4 Coventry Street beim Leicester Square und Piccadilly gelegene Café de Paris wurde 1924 eröffnet. Schon in seiner Anfangszeit zog der Nachtclub eine Vielzahl bekannter Musiker und Entertainer aus aller Welt an, darunter Dorothy Dandridge, Marlene Dietrich, Maxine Cooper Gomberg und Louise Brooks, die im Dezember 1924 erstmals in einem Londoner Nachtclub den Charleston vorführte. Zu den lokalen Musiker, die häufig im Café de Paris auftraten, zählten Harry Gold, Harry Roy und Ken Johnson. Der Club wurde zu einem beliebten Treffpunkt der High Society, zu seinen Stammgästen gehörten der damalige Prince of Wales und spätere König Eduard VIII., Cole Porter sowie Aga Khan III.
Zu Beginn des Zweiten Weltkriegs senkte der Club seine Eintrittspreise, so dass er fortan nicht nur von Gästen der Oberschicht besucht und auch zu einem beliebten Treffpunkt für britische Militärangehörige wurde. Am 8. März 1941 wurde das Café de Paris kurz nach Beginn eines Auftritts der Band von Ken Johnson von einer deutschen 50-Kilo-Bombe getroffen, die durch einen Lüftungsschacht in den großen Ballsaal gelangte und dort nahe der Bühne explodierte. Mindestens 34 Menschen kamen hierbei ums Leben, darunter der Bandleader Ken Johnson, mehrere Bandmitglieder und Angestellte des Clubs. Etwa 80 weitere Personen wurden verletzt. Die Rettungsmaßnahmen wurden als chaotisch beschrieben, zudem sollen Plünderer ihren Weg in den völlig zerstörten Ballsaal gefunden und dort Wertgegenstände von Toten und Verwundeten gestohlen haben.
Aufgrund der großen Zerstörung und des andauernden Kriegs blieb das Café de Paris bis 1948 geschlossen. Nach seinem Wiederaufbau und der Neueröffnung gelang es dem Nachtclub schnell, seine alte Popularität zu erlangen. Zu den auftretenden Gaststars und Besuchern zählten Berühmtheiten wie Judy Garland, Josephine Baker, Frank Sinatra, Ava Gardner, Humphrey Bogart mit seiner Gattin Lauren Bacall, James Mason, David O. Selznick, Jennifer Jones und Grace Kelly. In den 1950er Jahren war der Club Schauplatz zahlreicher Auftritte von Noël Coward und Marlene Dietrich.
In den 1980er Jahren fanden im Café de Paris unter dem Titel Les nuits du Mercred Cabaret- und Musikveranstaltungen statt, die von Prominenten wie David Bowie, Andy Warhol, Tina Turner, Mickey Rourke, George Michael und Steve Strange besucht wurden.
2002 ging der Club in den Besitz der Maxwell’s Restaurants Group über. Fortan fanden Freitags und Samstag Cabaret-Shows im Café de Paris statt. Es gab eine Kleiderordnung, so durfte der Club nicht mit Turnschuhen oder Sportbekleidung betreten werden. Gehobene Alltagskleidung, aber auch Kleidung im Vintage-, Burlesque- oder Cabaret-Stil war erwünscht.
Aufgrund der COVID-19-Pandemie musste das Café de Paris zunächst kurzzeitig schließen. Mit der Insolvenz der Maxwell’s Restaurant Group im Dezember 2020 wurde jedoch auch die endgültige Schließung des Clubs nach insgesamt 96 Jahren Betrieb verkündet. Das Gebäude wurde 2022 von der Diskotheken-Gruppe Pacha übernommen, die in den Räumlichkeiten 2023 den Nachtclub Lío London eröffnete.

## DasCafé de Parisin der Popkultur
Der Bombenangriff auf das Café de Paris wurde in mehreren literarischen Werken aufgegriffen, darunter im Kriminalroman The Attenbury Emeralds von Jill Paton Walsh sowie im Roman Moon Over Soho von Ben Aaronovitch. Unter dem abgeänderten Namen Café de Madrid wird der Bombenangriff auch in The Soldier’s Art von Anthony Powell fiktionalisiert wiedergegeben.
Ralph Vaughan Williams verarbeitete den Angriff auf den Club und den Tod mehrerer Bandmitglieder in Teilen seiner 6. Sinfonie.
1990 diente das Café de Paris als Drehort für den Nachtclub in der Komödie King Ralph mit John Goodman und Peter O’Toole. Am 28. August 1998 gab Prince mit seiner Begleitband The New Power Generation im Rahmen seiner New Power Soul Tour eine Aftershow im Café de Paris, die er am 24. August 1999 unter dem Titel Beautiful Strange auf VHS veröffentlichte. Als musikalische Gäste traten unter anderem Chaka Khan, Doug E. Fresh und Larry Graham auf.
2021 spielte der Club in Edgar Wrights Horrorthriller Last Night in Soho eine wichtige Rolle: In einer Traumsequenz bzw. einem Rückblick ist das Café de Paris in den 1960er Jahren Schauplatz der ersten Begegnung zwischen den Charakteren Sandie (Anya Taylor-Joy) und Jack (Matt Smith). Aus logistischen Gründen wurden die Szenen für den Film jedoch nicht vor Ort gedreht. Einzelne Szenen von Absolute Beginners – Junge Helden und The Edge of Love entstanden ebenfalls im Club.
In Matthew Bournes Choreografie des Theaterstücks Cinderella wird abermals auf den Bombenangriff auf das Café de Paris Bezug genommen.